# فاشرا
لعبة مرة أو خيطة أو عليق فاشِرا أو فَاشِر أو فَاسِرَى أو فَش (الاسم العلمي: Bryonia)، جنس نباتات عشبية حولية من فصيلة القرعية. أعطانها الأصلية غرب أوراسيا والمناطق المجاورة، مثل شمال إفريقيا وجزر الكناري وجنوب آسيا.
يسبّب جذر النبتة الأذى للمعدة، كما أن الإفراط في استخدامه قد يؤدي إلى احتراق الكبد؛ لذلك يجب استعمالها بحسب الحاجة.
هناك العديد من فصائل هذه النبتة وجميعها سام. الفاشرة العادية البيضاء BRYONIA DIOICA نبتة منتشرة، أغصانها دقيقة طرية كما وأنها ملتفّة ومتسلقّة، وأوراق خشنة مثل أوراق العريش، وأزهار بيضاء يتبعها الثمر( العليق الأخضر، ثم الأحمر) بشكل عناقيد. 

## مكان وجودها
تزهر على ضفاف الأنهار أو تحت السياج. أيضاً لديها جذور عميقة جداً.

## وقت النمو
من منتصف الصيف حتى آخره.

## فوائدها الطبية
إذا استعملت النبتة كما ينبغي استعمالها فقد تفيد لأمراض مثل الصداع والدوخة والدوار، وتفيد أيضاً للشلل والتشّنج، والمغص، وأمراض عديدة أخرى في الجهاز البولي، كما وتفيد هذه النبتة بالسعال المزمن واللهثة.
يعمل جذر النبتة على تنظيف الجلد من بقعه السوداء والزرقاء، والنمش، والجروح التي تفسد الجلد.
ويساعد جذرها أيضاً على جبر الكسور، ويخرج الأشواك من الجسم. عند استخدام النبتة داخلياً من المفترض أن يتم تخفيفها من مفعولها القوي في التنظيف والتطهير أكثر ممّا كان يفعله الريفُّيون، لذلك عليهم ترك العشبة واستعمال فقط مائها المركّب منه.

## الاستعمال الحديث
يستعمل صباغ العشبة البعض من العشّابين المحترفين، ولا ينصح بإستخدامها للمعالجة النفسية، وتعتبر كذلك مفيدة لجرعات قليلة من شكاوي الصدر، والروماتزم، وألم المفاصل. ولها نفس الفوائد لإستعمال الطب المثلي في علاج التهاب الشعبتين، وعرق النسا، والتهاب المفاصل.